# Битољска епархија
Битољска епархија је некадашња епархија Српске православне цркве која је постојала између 1920. и 1931. године. Формирана је преуређењем и преименовањем српског дела дотадашње Пелагонијске епархије (грч. Μητρόπολη Πελαγονίας), која је претходно припадала Цариградској патријаршији (од 1767. до 1920. године), а током старије прошлости припадала је Охридској архиепископији (од 1019. до 1767. године) и Преспанској архиепископији (од краја 10. века до 1018. године), док је током најстаријег периода на истом подручју постојала позноантичка епископија у линкестидској Хераклеји, која је била под јурисдикцијом древне Солунске архиепископије. Током своје дуге историје Пелагонијска, односно Битољска епархија мењала је свој просторни опсег у неколико наврата.

## Историја
Историја Пелагонијске, односно Битољске епархије може се поделити на неколико специфичних историјских периода, према променама помесно-црквене припадности.
Током позног античког и раног византијског периода, на ширем битољском подручју је од 4. до 7. века постојала древна Хераклејско-линкестидска епископија чије је седиште био град Хераклеја Линкестис (грч. Ἡράκλεια Λυγκηστίς) који се налазио у близини Битоља, у данашњој Северној Македонији.
Епископија је обновљена током 10. века, вероватно за време византијске власти (969-976), а потом се за време Самуиловог царства налазила у саставу Преспанске архиепикопије (до 1018. године). Након установљења византијске Охридске архиепископије (1019) у њеном саставу се нашла и Пелагонијска епископија, чије је седиште било у граду Пелагону, а потом у Битољу. У прво време Пелагонијска епископија је поред саме Пелагоније обухватала и градове Прилеп, Дебрет и Велес. Касније је изгубила Велес, а можда и непознати Дебрет, те је јерарх ове епархије око 1600. године носио наслов пелагонијски и прилепски. Током 14. века, за време српске власти, Пелагонијска епархија је остала у саставу Охридске архиепископије, а исто стање је трајало и за време османске власти, све до укидања Огридске архиепископије (1767), када су све њене епархије, укључујући и Пелагонијску, прешле под јурисдикцију Цариградске патрјаршије. Од краја 18. до почетка 20. века Пелагонијска епархија је била једна од најзначајнијих епархија Цариградске патријаршије на ширем простору Македоније, а њено средиште налазило се у Битољу, главном граду потоњег Битољског вилајета. Крајем 19. века, Бугарска егзархија је 1897. године успела да поред тадашњег пелагонијског митрополита Цариградске патријаршије, постави у Битољу и свог јерарха, који је назван битољским епископом.
Битољ је 1912. године ослободила српска војска и ове области су по слову мировног уговора из 1913. године званично прикључене Краљевини Србији, којој је тиме припао и највећи део Пелагонијске епархије, док је знатно мањи (јужни) део припао Краљевини Грчкој. Средином 1913. године, бугарско-егзархијски битољски епископ Аксентије Големинов је интерниран од српских власти, док се патријаршијски пелагонијски митрополит Хризостом Кавуридис (грч. Χρυσόστομος Καβουρίδης) повукао у Грчку, а привремену управу над српским делом епархије преузео је епископ Варнава (Росић). Тиме је постављена основа за покретање канонског поступка за прикључење ове епархије Београдској митрополији. Прве званичне преговоре са Цариградском патријаршијом, који су вођени током пролећа 1914. године, омело је избијање Првог светског рата, током кога је свештенство и народ ове епархије тешко пострадало.
Недуго по окончању рата (1918), преговори су обновљени и успешно закључени већ током 1920. године, када је Цариградска патријаршија пренела надлежност над српским делом Пелагонијске епархије на управо уједињену Српску православну цркву. Тим поводом је извршено и епархијско преуређење, а усвојен је и нови назив: Битољска епархија. Недуго потом, ова епархија је добила и новог епископа, Јосифа Цвијовића (1922). У склопу новог преуређења епархијског устројства СПЦ (1931) извршено је спајање Битољске и Охридске епархије у обједињену Охридско-битољску епархију.

## Устројство
По подацима из 1927, Битољска епископија има двадесет и девет манастира (Буковски, Берешански, Берански, Брајчински, Доњо-Дупенски, Велушински, Драгошки, Житошки, Жиречки, Зашљенски, Зрзевски, Јанковачки, Крушевски, Кичевски, Лисолајски, Маловишки, Марков-Градски, Мелнички, Параловски, Прилепачки, Слепчански, Степаначки, Смиљевски, Сливнички, Трескавац, Христофорски, Цапарски и Чембренски), један протопрезвитерат (Битољски) са 4 намесништва (Крушевско, Кичевско, Прилепско и Преспанско), 227 цркава и капела, 108 парохија, 100 свештеника и 106.543 душе.